# Zorzinperca weverberghi
Zorzinperca weverberghi è un pesce osseo estinto, appartenente ai perciformi. Visse nel Cretaceo superiore (Campaniano - Maastrichtiano, circa 72 milioni di anni fa) e i suoi resti fossili sono stati ritrovati in Italia.

## Descrizione
Questo piccolo pesce non doveva superare i sei centimetri di lunghezza. Possedeva un corpo compatto e alto, terminante in un cranio abbastanza corto e alto. La pinna dorsale era allungata e dotata di 6 spine e 11 raggi molli, mentre le pinne pelviche erano poste al di sotto di essa e di forma lunga e sottile; possedevano una spina e quattro raggi molli. La pinna anale era alta e priva di spine, con 9 raggi molli. La pinna caudale era leggermente bilobata. Le scaglie erano cicloidi e piccole.

## Classificazione
Zorzinperca è un rappresentante dei perciformi, il più grande gruppo di pesci ossei attuale. In particolare, Zorzinperca è stato ascritto alla famiglia Nardoichthyidae, tipica del Cretaceo superiore ed endemica della zona di Nardò. Come Nardoichthys, infatti, anche Zorzinperca è noto per fossili rinvenuti nella zona di Nardò in provincia di Lecce. Zorzinperca weverberghi venne descritto per la prima volta da Louis Taverne nel 2010. 